# Philonotis guyabayana
Philonotis guyabayana är en bladmossart som beskrevs av Jean Édouard Gabriel Narcisse Paris 1900. Philonotis guyabayana ingår i släktet källmossor, och familjen Bartramiaceae. Inga underarter finns listade i Catalogue of Life.